# IKCO EF (двигатель)

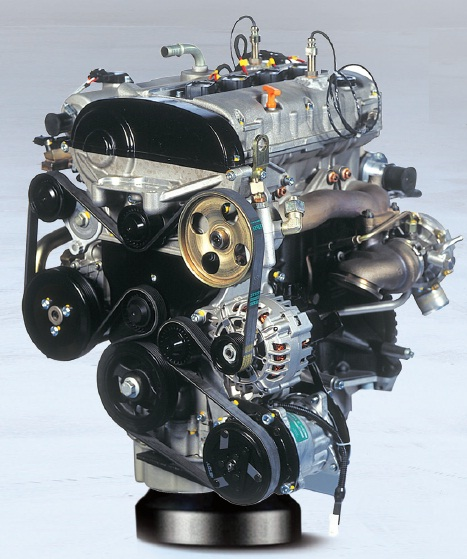
двигатель EF7

IKCO EF7 — семейство четырехцилиндровых двигателей иранского автопроизводителя Iran Khodro (IKCO) представленное в 2008 году.
Двигатели объёмом 1648 см³.: обычный EF7-NA мощностью 113 л. с. и его турбовариант EF7-TC мощностью 150 л. с.
Это двухтопливные двигатели, которые используют сжиженный природный газ в качестве основного топлива, а также могут использовать бензин. 
В планах создание только бензинового варианта, двигателя EF4 объёмом 1,4 л. и дизельного двигателя EFD.
Данные двигатели с 2010 года устанавливаются на модели автомобилей IKCO Samand, IKCO Soren и IKCO Dena, IKCO Reera.

## История
Разработан на основе французской рядной «четвёрки» Peugeot PSA TU engine TU5JP4 ещё середины 1980-х годов, устанавливаемой на Peugeot 301, и собираемого по лицензии в Иране с 1992 года.

Но самое интересное другое. Пока французы пошли по явно ложному пути, объединив усилия с BMW и породив во всех отношениях неудачный мотор Prince (в котором угар масла начинается порой с 20 тысяч км пробега, цепь ГРМ вытягивается к 50 тысячам, а турбина, при её наличии, редко доживает до 100 тысяч км), иранцы вместе с всё теми же немцами из FEV продолжили развивать старый блок. Проблемам с «масложором» и ранним износом цепи ГРМ взяться неоткуда – конструкция поршневой и ГРМ отработана десятилетиями.— Колёса.ру
Разработка велась совместно компанией IKCO и немецкой инжиниринговой компанией F.E.V GmbH.
Некоторые известные поставщики двигателей — также из Германии: Schaeffler Group для системы изменения фаз газораспределения (VVT) и некоторых других деталей, MAHLE, которая поставляет некоторые механически неотъемлемые компоненты семейства двигателей, такие как поршни, а компания Bosch поставляет электронный блок управления и другие электронные детали.
Все детали (за исключением высокотехнологичных) производятся в Иране по лицензии.
Инвестиции в первый этап проекта IKCO EF Engines Project оценивались в 80 миллионов долларов США.
Впервые двигатель был представлен в 2008 году на выставке Engine Expo в Штутгарте, Германия. Производство начато во втором квартале 2010 года.

## EF7
Рядный четырёхцилиндровый 16-клапанный двигатель внутреннего сгорания.
Рабочий объём составляет 1648 см³. при диаметре 78,560 мм и ходе 85 мм.
Использует технологию изменения фаз газораспределения (CVVT) на впускных клапанах.
Разработан на основе семейства французской рядной «четвёрки» от Peugeot TU5JP4, общая структура двигателя аналогична. Базовый мотор при этом изменился несильно: мощность подняли со 110 до 113—115 л. с., слегка увеличив объем (1,648 л. против 1,587 л.) за счет увеличения хода поршня (85 мм против 82). Плюс двигатель получил систему изменения фаз газораспределения, что по идее должно поднять отдачу на низких оборотах.
По сравнению с Peugeot TU5JP4 оснащён усовершенствованной системой охлаждения (как со смазкой, так и с жидкостным охлаждением) — масляным насосом с прямым приводом, а также имеет систему продувки, обеспечивающую вентиляцию картера и масляного поддона, при этом водяной насос, масляный насос и система охлаждения масла объединены в одном месте, чтобы уменьшить демонтаж деталей для технического обслуживания.
Двигатель использует трехходовой каталитический нейтрализатор для достижения стандарта выбросов Euro IV, позже двигатели были доработаны до серии EF7 Plus (или 7+), соответствующие стандарту выбросов Euro V.
Достигает максимальной мощности 6000 об/мин и максимального крутящего момента 3250 об/мин при использовании СПГ или бензина.
Двигатель оснащен технологией прямого впрыска как для бензина, так и для сжиженного природного газа.
Компания указала интервал замены ремня ГРМ двигателя в 180 000 км, и заявляет работу без специального обслуживания до 250 000 км.
Помимо базового EF7-NA имеется вариант с турбонагнетателем, получивший название EF7-TC или TC7. Мощность двигателя увеличилась со 113 л. с. до 150 л. с.
Турбоверсия в целом идентична, но имеет другой сплав блока цилиндров — чтобы противостоять высокой температуре нагревания двигателя использовано около 35 кг никеля.

## Проекты

### EF7 на основе бензина
В 2011 году компания планировала создание бензинового из двухтопливного двигателя. Мощность двигателя предполагалась в диапазоне от 118-126 л. с.
Разрабатываемый на основе EF7 он должен был иметь много изменений, в частности, снижение степени сжатия двигателя с 11:1 до 10,5:1; другую программу и функции электронного блока управления; замена деталей, устойчивых и совместимых с высокой температурой сгорания СПГ, на детали с меньшей устойчивостью для снижения производственных затрат.

### EF4, объемом 1,4 л.
Одновременно с EF7 разрабатывался менее мощный двигатель EF4, разделявший почти все технологии с EF7. Мощность — 103 л. с. для бензинового, 84 л. с. для ГБО, 129 л. с. для турбоварианта.
Объём двигателя — 1397 см³, достигает максимальной мощности при 6000 об /мин и максимального крутящего момента при 3250 об/мин как для СПГ, так и для бензина.
Двигатель был представлен в 2009 году, но не был запущен в производство и не устанавливался ни на один автомобиль.

### EFD: дизельный двигатель
Был представлен в 2011 году, в 2013 году для тестов были выпущены 22 двигателя EFD и пять дизельных автомобилей, начало производства планировалось в 2015 году.
Рабочий объём 1497 см³ при диаметре 76 мм и ходе 82,5 мм. С турбонаддувом мощность — 120 л. с.